# Mink (日本人歌手)
Mink（ミンク、1974年7月24日 - ）は日本の女性歌手、ボーカリスト。福井県鯖江市出身。本名・山本実枝（やまもと みえ）。主に1990年代に活動していた。現在は水梨実枝(みずなし みえ)名義で活動中。福井県立福井商業高等学校出身。血液型はO型。
Minkの名前の由来は、本名の実枝から「みえくん → みーくん → みんくん → みんく」になったことから付いた、と本人が話していたことがある。

## 来歴
- 1991年5月21日にシングル『スウィート・ラブ』（日本語版）で、本名の山本実枝でビクターエンタテインメントよりデビュー。翌1992年に、第2回NHK新人歌謡コンテストでグランプリを受賞。[1]
- 1995年に所属レコードメーカーをTMCに移籍し、同時にMinkと改名。Minkとしての最初のシングルは『ぜったいきっと好き』（1995年4月21日発売）。
- 歌手活動の他、Walkers Radioなどのラジオパーソナリティ、レポーターなどでも活動。Mink時代はホリプロに在籍していたことがあった。
- 1997年11月にポートメッセ名古屋で開催されているマンモスフリーマーケットでのイベントにゲスト出演した。
- 2001年、出身地・福井県鯖江市のSABAEみんなのフェスティバルにボランティアとして参加。  テーマ曲『サバ☆サバ☆サンバ！』をフェスティバルで披露。
- 2002年に結婚。現在2児の母。  子育てをしながら、作詞・作曲にも精力的に取り組んでおり、実力派ママ・アーティストとして、新たな世界を広げている。

## ディスコグラフィー

### シングル
「山本実枝」として
- スウィート・ラブ[2] （C/W『ひとりぼっちのヒーローとさみしがりやのヒロイン』） - オリコン最高30位

フジテレビ系ドラマ『もう誰も愛さない』挿入歌となった、ランディー・クロフォードの同名曲の日本語版
- MY GRADUATION ～未来～ （C/W『あなたに出会うため』）[3]

1992年8月、NHK『みんなのうた』で放送
- 孤独の戦士 （C/W『ゲッタウェイ』）[4][5]

日本テレビ系ドラマ『素敵にダマして!』挿入歌（このドラマ内でのタイトルは『WARRIOR』）
- 夜に迷って （C/W『あの夏の日』）

Minkとして
- ぜったいきっと好き （C/W『あしたがほほえむ』』） - オリコン最高39位

TBS系ドラマ『毎度おジャマしまぁす』主題歌
- この夏は黙っちゃいない （C/W『LITTLE GIRL』）
- 砂時計が途切れても （C/W『もう一度』）

日本テレビ系スポーツ情報&バラエティ番組『どんまい!!スポーツ&ワイド』主題歌
- UNDER THE SKY （C/W『UNDER THE MIX～大空の下で～』）
- Pledge My Love （C/W『人生ゲーム』）
- アマチュアイズム （C/W『ヒロイン』）
- 真夏の星座 （C/W『SCHOOL DAYS』）

### アルバム
「山本実枝」として
- スウィート・ラブ／とどかぬ想い～山本実枝ファースト～ （1991年8月21日発売）[2]

スウィート・ラブ（日本語版）／SIXTEEN'S REVOLUTION／ひとりぼっちのヒーローとさみしがりやのヒロイン／とどかぬ想い（日本語版）／挑戦者～チャレンジャー～／スウィート・ラブ（オリジナル・カラオケ）／とどかぬ想い（オリジナル・カラオケ）
（『とどかぬ想い』は、フジテレビ系ドラマ『もう誰も愛さない』の主題歌となった、ビリー・ヒューズの同名曲の日本語版）
- ノー・モア・バッド （1992年7月22日発売）

ノー・モア・バッド／ビリオネア・ガール／ロックンロール・ナイト／君のバースディ／自由の翼／ゲッタウェイ／恋は急いで／恋人たちの午後／孤独の戦士／ブラン・ニュー・ドリーム
- Ballad Renaissance （1993年11月21日発売）[6]

夜に迷って／哀しみは眠れよ／あなたのバラードになりたくて／ENCORE LOVE／CALL ME／MISSING LOVER（NEW TAKE VERSION）／君よ、消えないで／愛を信じて
（『MISSING LOVER』は、OVA『巴がゆく!桜の抄』エンディング曲）
「Mink」として
- Mink （1995年6月21日発売）

この夏は黙っちゃいない／Oh,Yes／ぜったいきっと好き／嘘発見器／砂時計が途切れても／HEY BOYS／I LOVE YOU OH BABY／SUMMER DREAM／すべては気の持ちよう／LOVER
- ※ - 山本実枝としての作品はビクターエンタテインメントから、Minkとしての作品はTMCからそれぞれ発売。

### 出演番組
- まんたんMUSIC（JFN系、1997年4月～1997年9月・木曜日パーソナリティ）
- KADOKAWA電波マガジン（TOKYO FM、JFN系 1997年10月～1999年3月・月曜日『猿岩石のWalkers Radio』パーソナリティ）
- ラ・ラ☆Kiss（テレビ朝日、レポーターで出演）